# Нестеренко Борис Олексійович
Борис Олексійович Нестеренко (13 квітня 1938, Сталінград — 17 вересня 2003, Київ) — український науковець в галузі атомної фізики і електроніки, член-кореспондент НАН України (з 25 листопада 1992 року). Доктор фізико-математичних наук (1977), професор (1990). Майже 45 років — науковий співробітник Інституту фізики напівпровідників АН УРСР (1960—2003), з яких 21 рік — завідувач відділу фізико-хімії поверхні напівпровідників.

## Життєпис
Народився 13 квітня 1938 року у Сталінграді. У 1960 році закінчив Київський державний університет імені Тараса Шевченка. Учень професора Василя Ляшенка.
Відтоді ж — науковий співробітник Інституту фізики напівпровідників АН УРСР. У 1967 році здобув науковий ступінь кандидата фізико-математичних наук, захистивши дисертацію на тему «Электрофизические свойства атомарно-чистых и легированных поверхностей германия и кремния».
У 1977 році здобув науковий ступінь доктора фізико-математичних наук, захистивши дисертацію на тему «Структура, динамические свойства и электронный спектр атомарно-чистой поверхности полупроводников».
З 1978 року — заступник директора з наукової роботи, паралельно — завідувач відділу фізико-хімії поверхні напівпровідників. З 2000 року — головний науковий співробітник.

Могила Бориса Нестеренка

Помер у 65-річному віці 17 вересня 2003 року. Похований разом з родиною на Байковому кладовищі (ділянка № 33, 50°25′3.4″ пн. ш. 30°30′4.1″ сх. д. / 50.417611° пн. ш. 30.501139° сх. д.).

### Родина
- Батько — науковець-економіст, доктор економічних наук Олексій Нестеренко (1904—1997).
  - Сестра — науковиця-мікробіолог, доктор біологічних наук Ольга Нестеренко (1936—1987).

## Науковий доробок (частковий)
- Электрофизические свойства атомарно-чистых и легированных поверхностей германия и кремния: диссертация кандидата физико-математических наук : 01.00.00. — Киев, 1967. — 128 с. : ил.
- Динамические свойства поверхностных решеток полупроводников: докл. Б. А. Нестеренко. — Новосибирск: [б. и.], 1972. — 7 с.; 20 см.
- Диффузионные процессы на поверхности твердого тела — Новосибирск: [б. и.], 1975. — 14 с.; 20 см.
- Структура, динамические свойства и электронный спектр атомарно-чистой поверхности полупроводников: диссертация доктора физико-математических наук : 01.04.10. — Киев, 1976. — 267 с. : ил.
- Электронно-ионные процессы в конденсированных пленках паров молекул и перспективы их использования для целей газового анализа / Б. А. Нестеренко, Ю. М. Ширшов, В. В. Омельчук. — Новосибирск: Новосиб. ун-т, 1981. — 15 с. : ил.; 20 см.
- Физические свойства атомарно-чистой поверхности полупроводников / Б. А. Нестеренко, О. В. Снитко. — Киев: Наук. думка, 1983. — 264 с. : ил.
- Физические свойства атомарно-чистой поверхности полупроводников : / Б. Нестеренко, О. Снитко. — Москва: Наука, 1988. — 335 с. : граф.; 21 см.
- Электронные, динамические и структурные характеристики собственных и инициированных никелем суперструктур на грани (110) кремния / Нестеренко Б. А., Мазниченко А. Ф., Шкребтий А. И. и др. — Киев: КИЯИ, 1989. — 25 с. : ил.; 19 см.
- Фазовые переходы на свободных гранях и межфазных границах в полупроводниках / Б. А. Нестеренко, В. Г. Ляпин; АН УССР, Ин-т полупроводников. — Киев: Наук. думка, 1990. — 151,[1] с. : ил.